# Manbuta devia
Manbuta devia là một loài bướm đêm trong họ Erebidae.